# J.BOY (アルバム)
『J.BOY』（ジェイ・ボーイ）は、1986年9月4日に発表された、浜田省吾の10枚目のアルバム。

## 背景
タイトルの「J.BOY」とは浜田自身の造語であり、「Japanese Boy」という意味の略語である。テーマは「アイデンティティーと成長」。『月刊カドカワ』1994年1月号のインタビューで、「『J.BOY』を発表して以来、その後世の中、JRやJ-WAVEだ、Jリーグだと、やたらJをつけたがるようになったね。ナショナリズムの匂いもするね」と述べている。

## 制作
アメリカでトラックダウンが行われ、浜田の希望により、ジャクソン・ブラウンや、TOTO、ドン・ヘンリーなどの作品を手掛けたエンジニアのグレッグ・ラダーニがミックスを担当している。アメリカでトラックダウンが終わった際、レコード会社のディレクターの須藤晃、尾崎豊、辻仁成（ECHOES）等と共に食事に出掛けた時に、出来上がったばかりのテープを聴いた尾崎が「僕のことを歌ってるみたいだ」と話し、浜田も「そうだよ。君のことを歌ってるんだよ」と答えたエピソードがある。

## リリース
1986年9月4日にCBS・ソニーから、LPレコードと、CT、CDの3形態でリリースされた。
1990年6月21日にCDのみで再発売され、1999年にリマスタリングをはじめ、リミックスやリアレンジを施されたうえでリリースされ、ノンクレジットであるが、シークレット・トラックとしてDISC 2のエンディングに歌入りの「晩夏の鐘」が収録されている。
2016年11月9日 に、『J.BOY』発売30周年を記念して制作された『"J.BOY" 30th Anniversary Box』と『"J.BOY" 30th Anniversary Edition』が発売された。

## 記録
浜田にとって初のオリコンチャート1位を獲得した作品で、1996年時点での累計売上は942,512組（アナログ盤・CD・カセットを合わせた総計）。
『第28回日本レコード大賞』では「優秀アルバム賞」に選出された。

## 収録曲

### DISC 1
1. A NEW STYLE WAR
（作詞・作曲：浜田省吾、編曲：浜田省吾, 古村敏比古 and 板倉雅一）
2. BIG BOY BLUES
（作詞・作曲：浜田省吾、編曲：板倉雅一）
19thシングル表題曲のアルバムバージョン。
1999年の再発時に一部分のボーカルが再録されている。
3. AMERICA
（作詞・作曲：浜田省吾、編曲：町支寛二）
町支寛二によるアレンジで、リッケンバッカーを使ったバーズ風のカントリー・ナンバー。
ミュージック・ビデオが制作されている。
4. 想い出のファイヤー・ストーム (A FIRE STOME)
（作詞・作曲：浜田省吾、編曲：江澤宏明）
1991年発売のセルフカバーアルバム『EDGE OF THE KNIFE』でリメイクされた。
5. 悲しみの岸辺 (THE SHORE)
（作詞・作曲：浜田省吾、編曲：江澤宏明）
2003年発売のセルフカバーアルバム『初秋』でリメイクされた。
6. 勝利への道 (A LAST CHANCE)
（作詞・作曲：浜田省吾、編曲：古村敏比古）
2006年発売のベスト・アルバム『The Best of Shogo Hamada vol.2』でリメイクされた。
7. 晩夏の鐘 (THE CHIME OF A LATE SUMMER)
（作曲：浜田省吾、編曲：江澤宏明）
インスト曲。歌詞カードに「Dedicated to my parents.」（両親に捧げる）と書かれている。
8. A RICH MAN'S GIRL
（作詞・作曲：浜田省吾、編曲：江澤宏明）
9. LONELY-愛という約束事 (LONELY)
（作詞・作曲：浜田省吾、編曲：板倉雅一 and 浜田省吾）
18thシングル表題曲のアルバムバージョン。
1991年発売のセルフカバーアルバム『Wasted Tears』でリメイクされた。
10. もうひとつの土曜日 (ANOTHER SATURDAY)
（作詞・作曲：浜田省吾、編曲：板倉雅一）
「LONELY-愛という約束事」のB面曲。多くの歌手にカバーされている（シングルの記事参照）。
セルフカバーアルバム『Wasted Tears』でリメイクされた。

### DISC 2
1. 19のままさ (NINETEEN)
（作詞・作曲：浜田省吾、編曲：町支寛二）
2. 遠くへ - 1973年・春･20才 (SPRING, TWENTY, 1973)
（作詞・作曲：浜田省吾、編曲：板倉雅一）
セルフカバーアルバム『EDGE OF THE KNIFE』でリメイクされた。
3. 路地裏の少年 (A BOY IN THE BACKSTREET)
（作詞・作曲：浜田省吾、編曲：浜田省吾 and 古村敏比古）
20thシングル表題曲のアルバムバージョン。
「19のままさ」から「路地裏の少年」まではストーリーとして繋がっており、浜田自身の姿を投影しながら少年の成長を追う展開となっている。
4. 八月の歌 (AUGUST SONG)
（作詞・作曲：浜田省吾、編曲：町支寛二）
5. こんな夜はI MISS YOU (I MISS YOU)
（作詞・作曲：浜田省吾、編曲：町支寛二 and 高橋伸之）
6. SWEET LITTLE DARLIN'
（作詞・作曲：浜田省吾、編曲：板倉雅一 and 古村敏比古）
「BIG BOY BLUES」のB面曲。
セルフカバーアルバム『EDGE OF THE KNIFE』でリメイクされた。
7. J.BOY
（作詞・作曲：浜田省吾、編曲：板倉雅一 and 江澤宏明）
アルバムのタイトル曲であり、現在に至るまでライブでほぼ必ず歌われる。
8. 滑走路 - 夕景 (RUNWAY LIGHTS-EVENING)
（作曲：浜田省吾、編曲：板倉雅一）
元々は井上鑑に提供していた楽曲で、セルフカバーとなる。歌詞はないが、1999年盤以降は浜田による語りが入っている。

## "J.BOY" 30th Anniversary Box / Edition

### リリース
『J.BOY』の発売から30周年を記念して発売された本作は、2万セット限定生産の『"J.BOY" 30th Anniversary Box』と完全生産限定盤の『"J.BOY" 30th Anniversary Edition』の2形態で発売された。
『30th Anniversary Box』には、30cmサイズのBOXパッケージに、1999年にリミックスされた音源の2016年リマスターCD2枚と、1986年に発売されたオリジナル音源の2016年リマスターLP盤2枚、同年に開催されたコンサートツアー『ON THE ROAD '86 "I'm a J.BOY"』より、東京・国立代々木競技場第一体育館のライブ映像を収録したDVD2枚、プロモーション用の片面シングル「J.BOY」のアナログ7インチドーナツ盤の復刻盤で計7枚に、カラーフォトブックレットなどが封入されている。
『Anniversary Edition』には、A4サイズ変形判三方背ケース仕様に、1999年にリミックスされた音源の2016年リマスターCD2枚と、DVD2枚、カラーフォトブックレットを封入している。

### 収録曲

#### CD

##### DISC 1
1. A NEW STYLE WAR
2. BIG BOY BLUES
3. AMERICA
4. 想い出のファイヤー・ストーム
5. 悲しみの岸辺
6. 勝利への道
7. 晩夏の鐘
8. A RICH MAN'S GIRL
9. LONELY-愛という約束事
10. もうひとつの土曜日

##### DISC 2
1. 19のままさ
2. 遠くへ - 1973年・春･20才
3. 路地裏の少年
4. 八月の歌
5. こんな夜はI MISS YOU
6. SWEET LITTLE DARLIN'
7. J.BOY
8. 滑走路 - 夕景

#### LP（"J.BOY" 30th Anniversary Boxのみ）

##### SIDE A
1. A NEW STYLE WAR
2. BIG BOY BLUES
3. AMERICA
4. 想い出のファイヤー・ストーム
5. 悲しみの岸辺

##### SIDE B
1. 勝利への道
2. 晩夏の鐘
3. A RICH MAN'S GIRL
4. LONELY-愛という約束事
5. もうひとつの土曜日

##### SIDE C
1. 19のままさ
2. 遠くへ - 1973年・春･20才
3. 路地裏の少年

##### SIDE D
1. 八月の歌
2. こんな夜はI MISS YOU
3. SWEET LITTLE DARLIN'
4. J.BOY
5. 滑走路 - 夕景

### アナログ7インチドーナツ盤（"J.BOY" 30th Anniversary Boxのみ）
1. J.BOY（ラジオ・オンエア用片面シングル）

### DVD
ON THE ROAD '86 "I'm a J.BOY"
1. A NEW STYLE WAR
2. HELLO ROCK&ROLL CITY
3. AMERICA
4. A RICH MAN'S GIRL
5. 想い出のファイヤー・ストーム
6. 晩夏の鐘
7. 悲しみの岸辺
8. もうひとつの土曜日
9. 路地裏の少年
10. 反抗期
11. MAINSTREET
12. 19のままさ
13. MY HOMETOWN
14. BIG BOY BLUES
15. J.BOY

Performed by Shogo Hamada & The Fuse
at Yoyogi Olympic Pool, October 5th 1986
SUPPLEMENTAL DISC
1. "AMERICA" Music Video
2. "J.BOY" Photo Shoot Video
3. "A BOY ON THE BACKSTREET" 40th Anniversary Live History Movie
4. "J.BOY" 30th Anniversary ON THE ROAD 1986-2015 MIX

## 参加ミュージシャン
THE FUSE
- Guitars & Chorus：町支寛二
- Drums：高橋伸之
- Keyboards & Synthesizers：板倉雅一
- Bass & Synthesizer：江澤宏明
- Saxophones & Flute：古村敏比古

### Disc1
| A NEW STYLE WAR - Vocal Arranged by 町支寛二 - Percussion：Pecker - Programming & Pro-tools Operation：水谷公生 BIG BOY BLUES - Vocal Arranged by 町支寛二 - Guitars：松原正樹 - Guitar Solo：法田勇虫 - Programming & Pro-tools Operation：水谷公生 AMERICA - Vocal Arranged by 町支寛二 - Synthesizers：福田裕彦 想い出のファイヤー・ストーム - Vocal Arranged by 町支寛二 - Guitars：松原正樹 - Organ：福田裕彦 - Percussion：Pecker & 大石真理恵 悲しみの岸辺 - Vocal Arranged by 町支寛二 - Guitars：松原正樹 - Electric Piano & Organ：小島良喜 - Percussion：浜口茂外也 | 勝利への道 - Vocal Arranged by 町支寛二 - Guitars：松原正樹 - Programming & Pro-tools Operation：水谷公生 晩夏の鐘 - Arranged by 江澤宏明 A RICH MAN'S GIRL - Vocal Arranged by 町支寛二 - Percussion：Pecker - Programming & Pro-tools Operation：水谷公生 LONELY-愛という約束事 - Vocal Arranged by 町支寛二 - Guitars：松原正樹 - Synthesizers：佐藤準 - Organ：福田裕彦 - Percussion：Pecker もうひとつの土曜日 - Vocal Arranged by 町支寛二 - Guitars：松原正樹 - Synthesizers：佐藤準 |

### Disc2
| 19のままさ - Vocal Arranged by 町支寛二 - Guitars：水谷公生 - Synthesizers：福田裕彦 - Percussion：大石真理恵 遠くへ - 1973年・春･20才 - Vocal Arranged by 町支寛二 - Guitars：松原正樹 - Organ：小島良喜 - Percussion：Pecker - Programming & Pro-tools Operation：水谷公生 路地裏の少年 - Vocal Arranged by 町支寛二 - Guitars：水谷公生 - Organ：福田裕彦 | 八月の歌 - Vocal Arranged by 町支寛二 - Guitars：水谷公生 - Synthesizers：福田裕彦 - Programming & Pro-tools Operation：水谷公生 こんな夜はI MISS YOU - Arranged by 町支寛二 and 高橋伸之 SWEET LITTLE DARLIN' - Horn Arranged by 古村敏比古 - Vocal Arranged by 町支寛二 - Organ：小島良喜 - Percussion：Pecker - Trumpet：兼崎順一 and 横山均 - Trombone：池谷明浩 - Saxophones：渕野繁雄 - Programming & Pro-tools Operation：水谷公生 J.BOY - Horn Arranged by 江澤宏明, 板倉雅一 and 古村敏比古 - Vocal Arranged by 町支寛二 - Guitar Solo：法田勇虫 - Percussion：Pecker - Programming & Pro-tools Operation：水谷公生 滑走路 - 夕景 - Arranged by 板倉雅一 - Guitar Solo：法田勇虫 |